# Dane badawcze
Dane badawcze – informacje utrwalone w postaci elektronicznej, inne niż publikacje naukowe, które zostały wytworzone lub zgromadzone w ramach działalności naukowej i są wykorzystywane jako dowody w procesie badawczym lub służą do weryfikacji poprawności ustaleń i wyników badań.